# Премія «Себастьян»
Премія «Себастьян» — приз Міжнародного кінофестивалю у Сан-Себастьяні, який започатковано з 2000 року за художні або документальні фільми, що найкраще зображають цінності і реалії ЛГБТ-спільноти: лесбійок, геїв, транссексуалів і бісексуалів.

## Історія
Ідея заснування ЛГБТ-премії Міжнародного кінофестивалю у Сан-Себастьяні була висунута у 2000 році членами Gehitu — асоціації геїв, лесбійок, бісексуалів і транссексуалів країни Басків.
Аналогічно, як це вже відбувається з 1987 року з премією Тедді в Берлінале, премія сприятиме гей-тематичним фільмам мати більшу актуальність в кінотеатрах, а також у засобах масової інформації.
«Крампак» (Krámpack), фільм іспанського кінорежисера Сеска Гея про історію дорослішання двох підлітків, Ніко і Дані, які відкривають власну сексуальність під час літніх канікул в Каталонії, був першою картиною, що отримала нагороду премії «Себастьян».
Ім'я, дане премії, «Себастьян», пов'язане із фільмом з такою ж назвою, знятим в 1976 році британським режисером Дереком Джарменом. Це був його перший фільм, в якому він зобразив інтроспективно римського воїна-Себастьян, мученика християнства, пізніше середньовічного святого і в кінцевому підсумку, який перетворився в гомоеротичну ікону.
Святий Себастьян, покровитель міста Сан-Себастьян (Donostia), є символом самого міста, місця проведення фестивалю, але також це ще і символ сам по собі гомосексуальної культури. Це дає ідеальне зображення представляти премію «Себастьян».

## Премія
Фігурка премії була розроблена Енріке Рохасом. Вона являє собою силует в металі зображення, яким традиційно відображають святого Себастьяна: напівоголеного тіла, торс якого пронизаний стрілами.

## Переможці
| Рік  | Назва                    | Оригінальна назва        | Режисер                      | Країна                   |
| ---- | ------------------------ | ------------------------ | ---------------------------- | ------------------------ |
| 2000 | Крампак                  | Krámpack                 | Сеск Гей                     | Іспанія                  |
| 2001 | Феєрія нерозуміння       | Le fate ignoranti        | Ферзан Озпетек               | Італія                   |
| 2002 | Політ одним крилом       | Tani tatuwen piyabanna   | Asoka Handagama              | Шрі-Ланка                |
| 2003 | Вбите сонце              | Le soleil assassiné      | Abdelkrim Bahloul            | Алжир Франція            |
| 2004 | Прекрасний боксер        | Beautiful boxer          | Ekachai Uekrongtham          | Таїланд                  |
| 2005 | Важкі часи               | Malas temporadas         | Мануель Мартін Куенка        | Іспанія                  |
| 2006 | Зірки залізниці          | Estrellas de la Línea    | Чема Родригез                | Іспанія Гватемала        |
| 2007 | Карамель                 | Sukkar banat             | Надін Лабакі                 | Ліван Франція            |
| 2008 | Вікі Крістіна Барселона  | Vicky Cristina Barcelona | Вуді Аллен                   | США Іспанія              |
| 2009 | Зустрічна течія          | Contracorriente          | Хав'єр Фуентес-Леон          | Перу                     |
| 2010 | 80 днів                  | 80 Egunean               | Jon Garaño Jose Mari Goenaga | Іспанія                  |
| 2011 | Таємничий Альберт Ноббс  | Albert Nobbs             | Родріго Гарсія               | Велика Британія Ірландія |
| 2012 | Молода і дика            | Joven y alocada          | Маріалі Рівас                | Чилі                     |
| 2013 | Далласький клуб покупців | Dallas Buyers Club       | Жан-Марк Валле               | США                      |
| 2014 | Нова подружка            | Une nouvelle amie        | Франсуа Озон                 | Франція                  |
| 2015 | Право на спадщину        | Freeheld                 | Петро Солетт                 | США                      |